# Bund Deutscher Mädel
Bund Deutscher Mädel (tysk Tyske pigers forbund, Bund deutscher Mädel og forkortet BDM eller BdM) var en nazistisk masseorganisation for piger mellem 14 og 18 år i Nazi-Tyskland.
Organisationen var bygget op efter et militært mønster med uniformering og gradinddeling af medlemmerne, men uden våbentræning. Den var aktiv fra 1930 til Tysklands nederlag ved 2. verdenskrig i 1945.

## Historie
Bund Deutscher Mädel opstod omkring 1930 som en søsterorganisation til Hitlerjugend, som oprindeligt var for drenge, men som efterhånden også omfattede andre børne- og ungdomsorganisationer. I 1932 blev BDM en del af Hitlerjugend, som igen var direkte underlagt NSDAP, det tyske nationalsocialistiske parti med Adolf Hitler som fører.
Bund Deutscher Mädel blev ledet af Reichsreferentin Jutta Rüdiger fra 1937 til krigens slutning i 1945. Efter to og et halvt år i fængsel efter krigen arbejdede hun som børnepsykolog i Düsseldorf, hvor hun var opvokset. Fordi BDM var underlagt ungdomsorganisationen Hitlerjugend, modtog Jutta Rüdiger ordrer fra rigsungdomsføren Baldur von Schirach og efter 1940 fra Artur Axmann. 
Organisationen arrangerede en række aktiviteter, sportsøvelser, konkurrencer, udflugter og lignende. Målet for organisationen var at opdrage ungdommen til at være nationalsocialistisk. Organisationen, som i sin helhed var ledet af kvinder, stod i de tidlige år for et moderne kvindebillede, da kvinden var et stærkt og selvstændigt medlem af samfundet. Senere kom husarbejde mere i forgrunden, og organisationen lagde i større grad vægt på at uddanne kvinder til at blive gode husmødre. De sidste år var præget af Tysklands nederlag i 2. verdenskrig.
I henhold til loven om Hitlerjugend af 1. december 1936 blev alle tyske unge meldt ind i Hitlerjugend. Dermed blev medlemskab i BDM obligatorisk.

### Grader
|  |